# Sylvia Miles

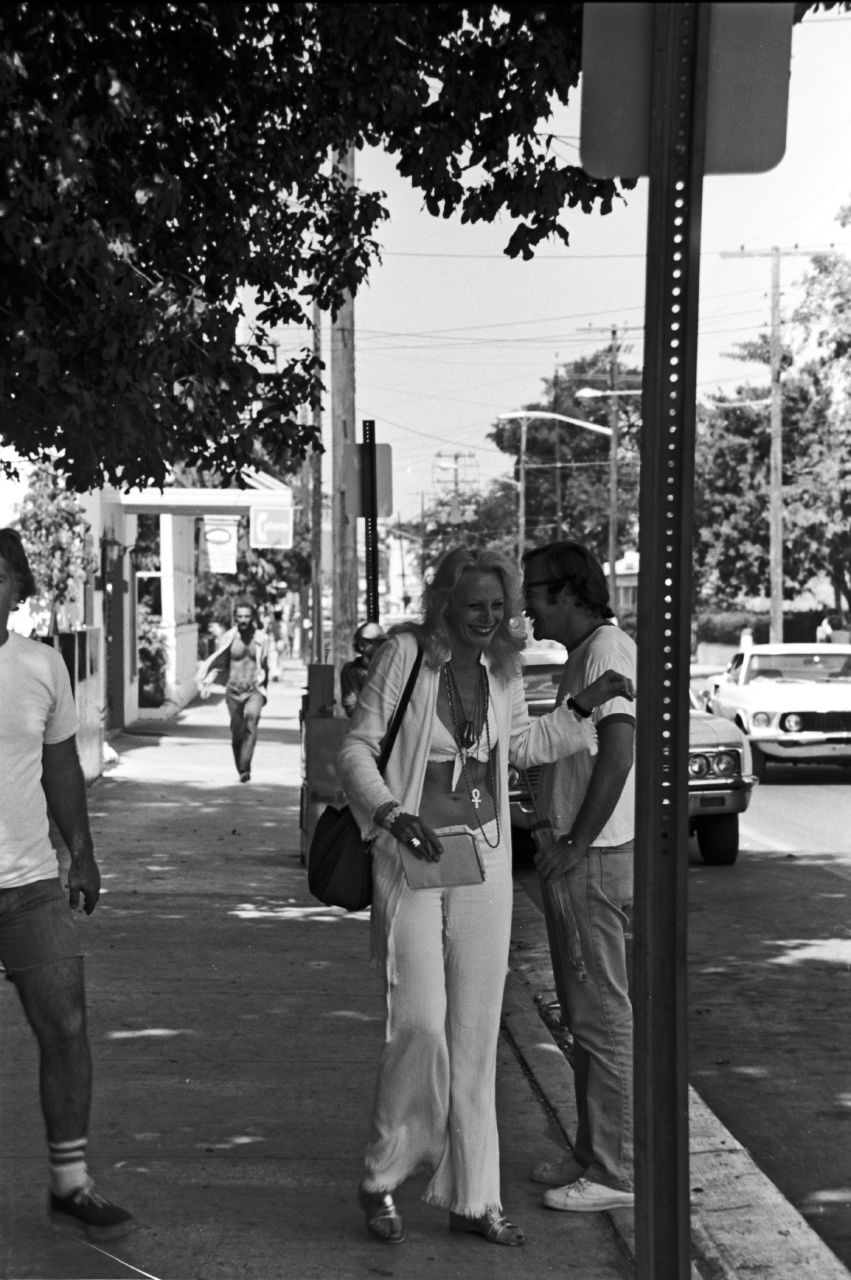
Sylvia Miles bei Dreharbeiten zum Film 33 Grad im Schatten (1975)

Sylvia Miles (* 9. September 1924 in New York City; eigentlich Sylvia Reuben Lee; † 12. Juni 2019 ebenda) war eine US-amerikanische Schauspielerin, die zwei Nominierungen für den Oscar als Beste Nebendarstellerin erhielt.

## Frühe Jahre
Sylvia Miles wurde 1924 als Tochter von Reuben Lee, dem Inhaber einer Möbelfabrik, und Bell Fellmann-Lee in New York City geboren und hatte eine Schwester, die in Las Vegas lebt. Miles wuchs in Greenwich Village, dem Künstlerviertel von New York, auf und verbrachte die meiste Zeit ihres Lebens in New York. Nach eigenen Aussagen fühlte sie sich bereits früh zum Theater hingezogen, anfangs jedoch weniger zur Schauspielerei. So habe sie ihre Leidenschaft für die Schauspielerei erst mit knapp 16 Jahren entdeckt, als sie während ihrer Lehrzeit bei einem Bühnenbildner ersatzweise für einen ausgefallenen Schauspieler einsprang.

## Die Schauspielerin

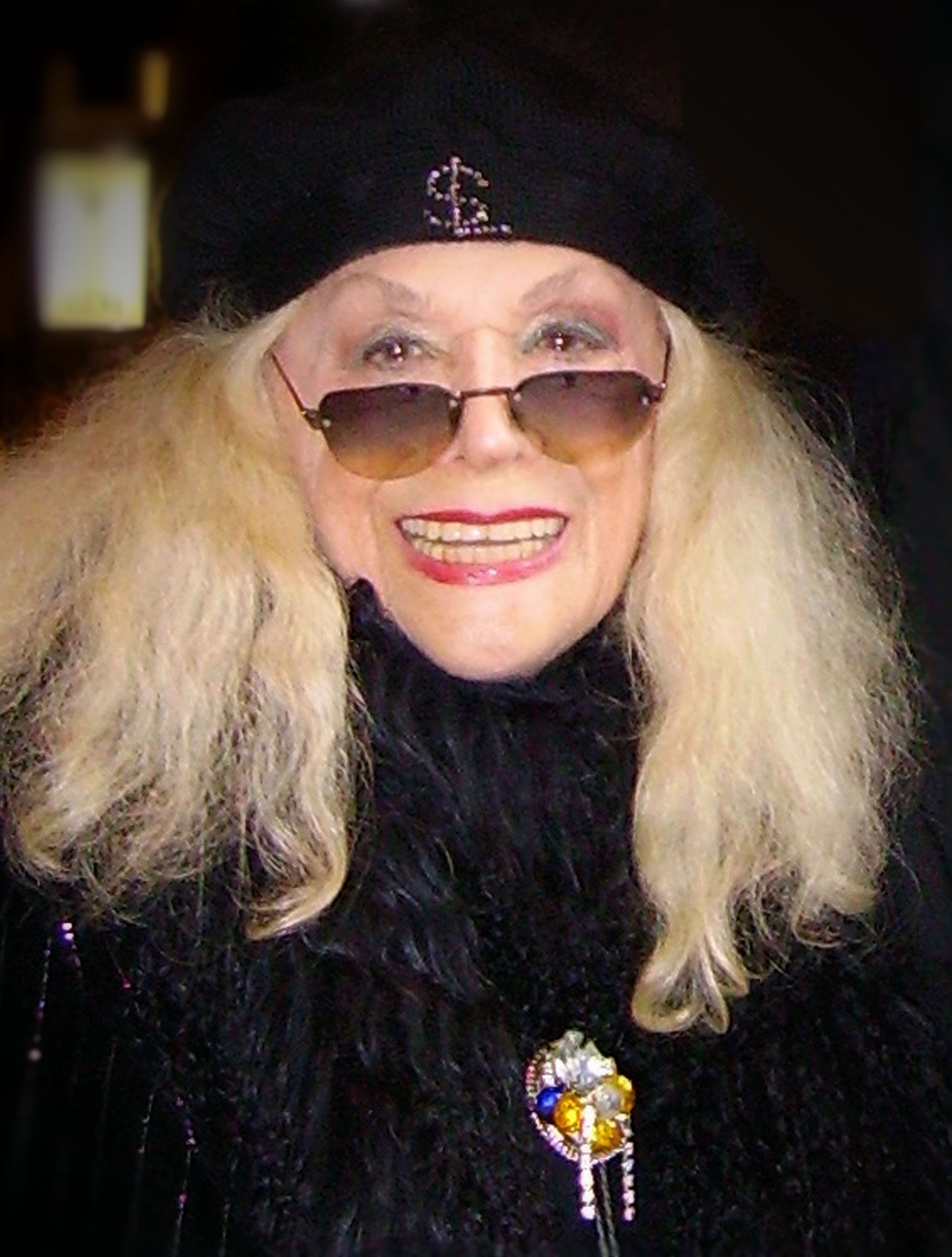
Sylvia Miles (2007)

Ihre Ausbildung erhielt Sylvia Miles am renommierten Actors Studio in New York. Zunächst spielte sie am Broadway eher konservative Rollen. Mit dem Stück „Der Balkon“ von Jean Genet änderte sich dies jedoch: Hier verkörperte sie eine dominante Frau, die es einem als Richter verkleideten Mann gestattete, sie auszupeitschen – allerdings erst, nachdem sie ihn gezwungen hatte, ihre Stiefel zu lecken. Mit dieser für die Zeit äußerst skandalträchtigen Rolle legte die Schauspielerin den Grundstein für ihre spätere Karriere, in der sie – vor allem während der 1960er Jahre – überwiegend Prostituierte oder sexuell ausgehungerte Frauen spielte, die den Halt im Leben verloren haben und vergeblich um die Gunst der Männer buhlen.
Noch während der Proben zu dem Stück wurde sie für ihre erste Filmrolle gecastet (Murder, Inc.). Der große Durchbruch gelang ihr 1969 mit der Rolle der Prostituierten Cass in dem Film Asphalt-Cowboy. Ihr nur sechs Minuten dauernder Auftritt trug ihr eine Oscarnominierung als beste Nebendarstellerin ein (nach Beatrice Straights Auftritt in Network die kürzeste Rolle, die je für einen Oscar nominiert wurde). Sechs Jahre später konnte sie diesen Erfolg wiederholen, als sie für die Rolle einer alternden, alkoholabhängigen Witwe in Fahr zur Hölle, Liebling (Verfilmung des Raymond-Chandler-Klassikers aus dem Jahre 1975) zum zweiten Mal für den Oscar nominiert wurde.
Ab Mitte der 1970er Jahre wirkte Sylvia Miles dann an mehreren, weniger erfolgreichen Horrorfilmen mit (die nach Filmen wie Rosemaries Baby damals jedoch auch für seriöse Schauspieler und Regisseure attraktiv waren), wandte sich in den 1980er Jahren mit Filmen wie Das Böse unter der Sonne, Die Teufelin und Dornröschen aber wieder solideren Rollen zu.
Einen ihrer späten Auftritte hatte sie in der 1. Folge der fünften Staffel der Fernsehserie Sex and the City, wo sie eine alte (und unverheiratet gebliebene) Frau spielt, die ob ihrer desolaten Gemütsverfassung grundsätzlich Lithium unter ihre Eiscreme mischt. Mit High Times Potluck gewann sie 2002 mit dem New York Independent Film and Video Award für die beste Nebendarstellerin erstmals tatsächlich eine Auszeichnung für ihre schauspielerische Leistung.

## Die Pop-Art-Ikone
Spätestens seit den Dreharbeiten zu dem Film Heat galt Sylvia Miles als Ikone der Pop-Art-Bewegung und wurde dem Kreis um Andy Warhol und Paul Morrissey zugerechnet. Seitdem machte die äußerst aktive Partygängerin vor allem durch ihre ausgefallenen Outfits und ihr exzentrisches Auftreten von sich reden. So wird immer wieder der Vorfall kolportiert, bei dem sie 1973 dem Kritiker John Simon, der einen Verriss über sie geschrieben hatte, in einem New Yorker Restaurant einen Teller Spaghetti über den Kopf schüttet.

## Privatleben
Miles war drei Mal verheiratet, von 1948 bis 1950 mit William Miles, von 1952 bis 1958 mit dem Schauspieler Gerald Price und von 1963 bis 1970 mit Ted Brown.

## Auszeichnungen
- 1970: Oscarnominierung als beste Nebendarstellerin (für die Rolle der Cass in Asphalt-Cowboy)
- 1976: Oscarnominierung als beste Nebendarstellerin (für die Rolle der Jessie Halstead Florian in Fahr zur Hölle, Liebling)
- 2002: New York Independent Film and Video Award als beste Nebendarstellerin (für die Rolle der Ma in High Times Potluck)

## Filmografie
- 1960: Unterwelt (Murder Inc.)
- 1960: The Comedy Spot (Fernsehserie, Folge Head of the Family)
- 1960: Play of the Week (Fernsehserie, Folge 2x11 Uncle Harry)
- 1961: Sein Name war Parrish (Parrish)
- 1961: Route 66 (Fernsehserie, 2 Folgen)
- 1961–1963: Gnadenlose Stadt (Naked City, Fernsehserie, 3 Folgen)
- 1962: Preston & Preston (The Defenders, Fernsehserie, 1 Folge)
- 1963: Violent Midnight
- 1964: Terror in the City
- 1967: N.Y.P.D. (Fernsehserie, Folge 1x08 To Catch a Hero)
- 1969: Asphalt-Cowboy (Midnight Cowboy)
- 1971: The Last Movie
- 1971: Who Killed Mary Whats’ername?
- 1972: Heat (Heat)
- 1975: Fahr zur Hölle, Liebling (Farewell, My Lovely)
- 1975: 33 Grad im Schatten (92 in the Shade)
- 1976: Der Supermann des Wilden Westens (The Great Scout & Cathouse Thursday)
- 1977: Hexensabbat (The Sentinel)
- 1978: Die Crash Company (Zero to Sixty)
- 1978: Shalimar – Juwel des Todes (Shalimar)
- 1981: Das Kabinett des Schreckens (The Funhouse)
- 1982: Das Böse unter der Sonne (Evil Under the Sun)
- 1982–1984: All My Children (Fernsehserie)
- 1983: No Big Deal (Fernsehfilm)
- 1985: Miami Vice (Fernsehserie, Folge 1x19 The Home Invaders)
- 1985: Junge Schicksale (ABC Afterschool Specials, Fernsehreihe, Folge 14x02 Cindy Eller: A Modern Fairy Tale)
- 1986: Der Equalizer (The Equalizer, Fernsehserie, Folge 1x14 Out of the Past)
- 1987: Critical Conditions
- 1987: Wall Street
- 1987: Dornröschen (Sleeping Beauty)
- 1988: Sarah und Sam (Crossing Delancey)
- 1988: Brooklyn Kid (Spike of Bensonhurst)
- 1989: Die Teufelin (She–Devil)
- 1995: Hier spricht Denise (Denise Calls Up)
- 2000: The Boys Behind the Desk
- 2002: Sex and the City (Fernsehserie, Folge 5x01 Anchors Away)
- 2002: High Times Potluck
- 2002: Liebe, Lüge, Leidenschaft (One Life to Live, Fernsehserie, eine Folge)
- 2003: Rose’s
- 2007: Go Go Tales
- 2008: Life on Mars (Fernsehserie, Folge 1x02 The Real Adventures of the Unreal Sam Tyler)
- 2010: Wall Street: Geld schläft nicht (Wall Street: Money Never Sleeps)